# Élections cantonales de 1992 dans le Lot
Les élections cantonales ont eu lieu les 22 et 29 mars 1992.
Lors de ces élections, 17 des 31 cantons du Lot ont été renouvelés. Elles ont vu la reconduction de la majorité PRG dirigée par Maurice Faure, président du conseil général depuis 1970.

## Résultats à l’échelle du département
Répartition départementale des résultats (2e tour).
- PS (24,6 %)
- PRG (15,49 %)
- Majorité (8 %)
- RPR (24,02 %)
- UDF (12,49 %)
- DVD (15,41 %)

| Étiquette      | Étiquette                          | Premier tour | Premier tour | Second tour | Second tour | Sièges |
| Étiquette      | Étiquette                          | Voix         | %            | Voix        | %           | Sièges |
| -------------- | ---------------------------------- | ------------ | ------------ | ----------- | ----------- | ------ |
|                | Parti socialiste                   | 8 943        | 17,80        | 9 696       | 24,60       | 3      |
|                | Parti radical de gauche            | 7 892        | 15,71        | 6 105       | 15,49       | 6      |
|                | Parti communiste français          | 3 973        | 7,91         |             |             |        |
|                | Majorité présidentielle            | 2 390        | 4,76         | 3 152       | 8,00        | 1      |
| Gauche         | Gauche                             | 23 198       | 46,18        | 18 953      | 48,08       | 10     |
|                |                                    |              |              |             |             |        |
|                | Rassemblement pour la République   | 9 330        | 18,57        | 9 468       | 24,02       | 4      |
|                | Divers droite                      | 6 284        | 12,51        | 6 073       | 15,41       | 2      |
|                | Union pour la démocratie française | 3 693        | 7,35         | 4 921       | 12,49       | 1      |
|                | Front national                     | 2372         | 4,72         |             |             |        |
| Droite         | Droite                             | 21 679       | 43,15        | 20 462      | 51,92       | 7      |
|                |                                    |              |              |             |             |        |
|                | Les Verts                          | 4 014        | 7,99         |             |             |        |
|                | Génération écologie                | 1 345        | 2,68         |             |             |        |
| Écologistes    | Écologistes                        | 5 359        | 10,67        |             |             |        |
|                |                                    |              |              |             |             |        |
| Inscrits       | Inscrits                           | 69 565       | 100,00       | 58 036      | 100,00      |        |
| Abstention     | Abstention                         | 16 006       | 23,01        | 15 769      | 27,17       |        |
| Votants        | Votants                            | 53 559       | 76,99        | 42 267      | 72,83       |        |
| Blancs et nuls | Blancs et nuls                     | 3 323        | 6,20         | 2 852       | 6,75        |        |
| Exprimés       | Exprimés                           | 50 236       | 93,80        | 39 415      | 93,25       |        |

## Résultats par canton

### Canton de Cahors-Nord-Est
| Candidats      | Candidats               | Étiquette      | Premier tour | Premier tour | Second tour | Second tour |
| Candidats      | Candidats               | Étiquette      | Voix         | %            | Voix        | %           |
| -------------- | ----------------------- | -------------- | ------------ | ------------ | ----------- | ----------- |
|                | Pierre Venries          | PS             | 863          | 26,26        | 1 212       | 40,82       |
|                | Michel Roumégoux        | DVD            | 654          | 19,90        | 1 757       | 59,18       |
|                | Jean-Pierre Cortvriendt | RPR            | 632          | 19,23        | Retrait     | Retrait     |
|                | Daniel Pasquier         | Verts          | 346          | 10,53        |             |             |
|                | Alain Bacou             | GE             | 260          | 7,91         |             |             |
|                | Pierrette Tornel        | PCF            | 223          | 6,79         |             |             |
|                | Jacques Tauran          | FN             | 218          | 6,63         |             |             |
|                | Frédéric Charasson      | UDF            | 90           | 2,74         |             |             |
|                |                         |                |              |              |             |             |
| Inscrits       | Inscrits                | Inscrits       | 4 785        | 100,00       | 4 785       | 100,00      |
| Abstention     | Abstention              | Abstention     | 1 288        | 26,92        | 1 532       | 32,02       |
| Votants        | Votants                 | Votants        | 3 497        | 73,08        | 3 253       | 67,98       |
| Blancs et nuls | Blancs et nuls          | Blancs et nuls | 211          | 6,03         | 284         | 8,73        |
| Exprimés       | Exprimés                | Exprimés       | 3 286        | 93,97        | 2 969       | 91,27       |

### Canton de Cahors-Nord-Ouest
| Candidats      | Candidats          | Étiquette      | Premier tour | Premier tour | Second tour | Second tour |
| Candidats      | Candidats          | Étiquette      | Voix         | %            | Voix        | %           |
| -------------- | ------------------ | -------------- | ------------ | ------------ | ----------- | ----------- |
|                | Marc Baldy*        | PS             | 1 627        | 32,34        | 2 349       | 53,61       |
|                | Henri Croq         | UDF            | 789          | 15,68        | 2 033       | 46,39       |
|                | Serge Crabie       | DVD            | 779          | 15,48        | Retrait     | Retrait     |
|                | Lounis Bourad      | Verts          | 451          | 8,96         |             |             |
|                | Gérard Iragne      | PCF            | 450          | 8,94         |             |             |
|                | Honoré Constant    | FN             | 404          | 8,03         |             |             |
|                | Lucien Lavoine     | GE             | 384          | 7,63         |             |             |
|                | Jean-Paul Beuscher | DVD            | 147          | 2,92         |             |             |
|                |                    |                |              |              |             |             |
| Inscrits       | Inscrits           | Inscrits       | 7 272        | 100,00       | 7 274       | 100,00      |
| Abstention     | Abstention         | Abstention     | 1 795        | 24,68        | 2 308       | 31,73       |
| Votants        | Votants            | Votants        | 5 477        | 75,32        | 4 966       | 68,27       |
| Blancs et nuls | Blancs et nuls     | Blancs et nuls | 446          | 8,14         | 584         | 11,76       |
| Exprimés       | Exprimés           | Exprimés       | 5 031        | 91,86        | 4 382       | 88,24       |

*sortant

### Canton de Cahors-Sud
| Candidats      | Candidats        | Étiquette      | Premier tour | Premier tour | Second tour | Second tour |
| Candidats      | Candidats        | Étiquette      | Voix         | %            | Voix        | %           |
| -------------- | ---------------- | -------------- | ------------ | ------------ | ----------- | ----------- |
|                | Pierre Mas*      | UDF            | 1 806        | 41,78        | 2 208       | 56,18       |
|                | Yves Mellac      | PRG            | 974          | 22,53        | 1 722       | 43,82       |
|                | Henri Thamier    | PCF            | 607          | 14,04        |             |             |
|                | Michel Talayssat | Verts          | 385          | 8,91         |             |             |
|                | Michel Grinfeder | GE             | 282          | 6,52         |             |             |
|                | Nicole Bened     | FN             | 269          | 6,22         |             |             |
|                |                  |                |              |              |             |             |
| Inscrits       | Inscrits         | Inscrits       | 6 115        | 100,00       | 6 115       | 100,00      |
| Abstention     | Abstention       | Abstention     | 1 495        | 24,45        | 1 810       | 29,60       |
| Votants        | Votants          | Votants        | 4 620        | 75,55        | 4 305       | 70,40       |
| Blancs et nuls | Blancs et nuls   | Blancs et nuls | 297          | 6,43         | 375         | 8,71        |
| Exprimés       | Exprimés         | Exprimés       | 4 323        | 93,57        | 3 930       | 91,29       |

*sortant

### Canton de Cajarc
| Candidats      | Candidats          | Étiquette      | Premier tour | Premier tour |
| Candidats      | Candidats          | Étiquette      | Voix         | %            |
| -------------- | ------------------ | -------------- | ------------ | ------------ |
|                | Guy Mirabel*       | PRG            | 1 189        | 63,69        |
|                | Jean-Pierre Cassou | UDF            | 473          | 25,33        |
|                | Jacques Desprats   | FN             | 108          | 5,78         |
|                | André Sirieys      | PCF            | 97           | 5,20         |
|                |                    |                |              |              |
| Inscrits       | Inscrits           | Inscrits       | 2 525        | 100,00       |
| Abstention     | Abstention         | Abstention     | 478          | 18,93        |
| Votants        | Votants            | Votants        | 2 047        | 81,07        |
| Blancs et nuls | Blancs et nuls     | Blancs et nuls | 180          | 8,79         |
| Exprimés       | Exprimés           | Exprimés       | 1 867        | 91,21        |

*sortant

### Canton de Cazals
| Candidats      | Candidats             | Étiquette      | Premier tour | Premier tour |
| Candidats      | Candidats             | Étiquette      | Voix         | %            |
| -------------- | --------------------- | -------------- | ------------ | ------------ |
|                | Jean Milhau*          | PRG            | 978          | 67,92        |
|                | Nadine Pons           | PCF            | 169          | 11,74        |
|                | Guillemette Lartigaut | FN             | 124          | 8,61         |
|                | Marcel Legrand        | Verts          | 89           | 6,18         |
|                | Fabienne Grinfeder    | GE             | 80           | 5,56         |
|                |                       |                |              |              |
| Inscrits       | Inscrits              | Inscrits       | 2 028        | 100,00       |
| Abstention     | Abstention            | Abstention     | 450          | 22,19        |
| Votants        | Votants               | Votants        | 1 578        | 77,81        |
| Blancs et nuls | Blancs et nuls        | Blancs et nuls | 138          | 8,75         |
| Exprimés       | Exprimés              | Exprimés       | 1 440        | 91,25        |

*sortant

### Canton de Figeac-Est
| Candidats      | Candidats          | Étiquette      | Premier tour | Premier tour | Second tour | Second tour |
| Candidats      | Candidats          | Étiquette      | Voix         | %            | Voix        | %           |
| -------------- | ------------------ | -------------- | ------------ | ------------ | ----------- | ----------- |
|                | Robert Bories*     | RPR            | 2 250        | 49,90        | 2 620       | 62,10       |
|                | Nicole Paulo       | PS             | 1 331        | 29,52        | 1 599       | 37,90       |
|                | Antoine Soto       | Verts          | 341          | 7,56         |             |             |
|                | Yves Francoise     | PCF            | 218          | 4,83         |             |             |
|                | Pierre Jollet      | FN             | 202          | 4,48         |             |             |
|                | Jean-Louis Bajolet | GE             | 167          | 3,70         |             |             |
|                |                    |                |              |              |             |             |
| Inscrits       | Inscrits           | Inscrits       | 6 508        | 100,00       | 6 508       | 100,00      |
| Abstention     | Abstention         | Abstention     | 1 677        | 25,77        | 1 995       | 30,65       |
| Votants        | Votants            | Votants        | 4 831        | 74,23        | 4 513       | 69,35       |
| Blancs et nuls | Blancs et nuls     | Blancs et nuls | 322          | 6,67         | 294         | 6,51        |
| Exprimés       | Exprimés           | Exprimés       | 4 509        | 93,33        | 4 219       | 93,49       |

*sortant

### Canton de Figeac-Ouest
| Candidats      | Candidats              | Étiquette      | Premier tour | Premier tour | Second tour | Second tour |
| Candidats      | Candidats              | Étiquette      | Voix         | %            | Voix        | %           |
| -------------- | ---------------------- | -------------- | ------------ | ------------ | ----------- | ----------- |
|                | Serge Juskiewenski     | DVD            | 2 083        | 40,10        | 2 578       | 52,41       |
|                | Marcel Costes*         | PS             | 2 040        | 39,28        | 2 341       | 47,59       |
|                | Jean-Luc Morestin      | Verts          | 473          | 9,11         |             |             |
|                | Guy Jacquot            | PCF            | 353          | 6,80         |             |             |
|                | François-Marie Perrier | FN             | 245          | 4,72         |             |             |
|                |                        |                |              |              |             |             |
| Inscrits       | Inscrits               | Inscrits       | 7 251        | 100,00       | 7 251       | 100,00      |
| Abstention     | Abstention             | Abstention     | 1 736        | 23,94        | 2 019       | 27,84       |
| Votants        | Votants                | Votants        | 5 515        | 76,06        | 5 232       | 72,16       |
| Blancs et nuls | Blancs et nuls         | Blancs et nuls | 321          | 5,82         | 313         | 5,98        |
| Exprimés       | Exprimés               | Exprimés       | 5 194        | 94,18        | 4 919       | 94,02       |

*sortant

### Canton de Gramat
| Candidats      | Candidats             | Étiquette      | Premier tour | Premier tour | Second tour | Second tour |
| Candidats      | Candidats             | Étiquette      | Voix         | %            | Voix        | %           |
| -------------- | --------------------- | -------------- | ------------ | ------------ | ----------- | ----------- |
|                | Jean Dumas*           | RPR            | 1 863        | 48,48        | 2 330       | 64,99       |
|                | Marie-Hélène Malaurie | PS             | 654          | 17,02        | 1 255       | 35,01       |
|                | Franck Theil          | DVD            | 584          | 15,20        | Retrait     | Retrait     |
|                | Michel Lavayssiere    | PCF            | 222          | 5,78         |             |             |
|                | Jean-Louis Berthet    | GE             | 172          | 4,48         |             |             |
|                | Claude Schirtzinger   | Verts          | 142          | 3,70         |             |             |
|                | Manuel Sapata         | FN             | 140          | 3,64         |             |             |
|                | Bernard Pouget        | DVD            | 66           | 1,72         |             |             |
|                |                       |                |              |              |             |             |
| Inscrits       | Inscrits              | Inscrits       | 5 281        | 100,00       | 5 281       | 100,00      |
| Abstention     | Abstention            | Abstention     | 1 244        | 23,56        | 1 406       | 26,62       |
| Votants        | Votants               | Votants        | 4 037        | 76,44        | 3 875       | 73,38       |
| Blancs et nuls | Blancs et nuls        | Blancs et nuls | 194          | 4,81         | 290         | 7,48        |
| Exprimés       | Exprimés              | Exprimés       | 3 843        | 95,19        | 3 585       | 92,52       |

*sortant

### Canton de Lacapelle-Marival
| Candidats      | Candidats          | Étiquette      | Premier tour | Premier tour | Second tour | Second tour |
| Candidats      | Candidats          | Étiquette      | Voix         | %            | Voix        | %           |
| -------------- | ------------------ | -------------- | ------------ | ------------ | ----------- | ----------- |
|                | Jean Gauzin*       | RPR            | 1 387        | 34,41        | 1 862       | 46,46       |
|                | Georges Frescaline | PRG            | 994          | 24,66        | 2 146       | 53,54       |
|                | Pierre Thamie      | PS             | 849          | 21,06        | Retrait     | Retrait     |
|                | Chantal Mayniel    | Verts          | 415          | 10,30        |             |             |
|                | Clement Cayrol     | PCF            | 386          | 9,58         |             |             |
|                |                    |                |              |              |             |             |
| Inscrits       | Inscrits           | Inscrits       | 5 329        | 100,00       | 5 329       | 100,00      |
| Abstention     | Abstention         | Abstention     | 1 062        | 19,93        | 1 092       | 20,49       |
| Votants        | Votants            | Votants        | 4 267        | 80,07        | 4 237       | 79,51       |
| Blancs et nuls | Blancs et nuls     | Blancs et nuls | 236          | 5,53         | 229         | 5,40        |
| Exprimés       | Exprimés           | Exprimés       | 4 031        | 94,47        | 4 008       | 94,60       |

*sortant

### Canton de Lauzes
| Candidats      | Candidats                   | Étiquette      | Premier tour | Premier tour | Second tour | Second tour |
| Candidats      | Candidats                   | Étiquette      | Voix         | %            | Voix        | %           |
| -------------- | --------------------------- | -------------- | ------------ | ------------ | ----------- | ----------- |
|                | Anne-Jacqueline Belibio     | DVD            | 414          | 36,83        | 526         | 49,44       |
|                | Gérard Gary                 | PS             | 366          | 32,56        | 538         | 50,56       |
|                | Jean-Baptiste Delsahut      | PRG            | 138          | 12,28        |             |             |
|                | Carlo Oliva                 | Verts          | 117          | 10,41        |             |             |
|                | Roger Perie                 | PCF            | 59           | 5,25         |             |             |
|                | François-Charles de Lavedan | FN             | 30           | 2,67         |             |             |
|                |                             |                |              |              |             |             |
| Inscrits       | Inscrits                    | Inscrits       | 1 440        | 100,00       | 1 440       | 100,00      |
| Abstention     | Abstention                  | Abstention     | 270          | 18,75        | 314         | 21,81       |
| Votants        | Votants                     | Votants        | 1 170        | 81,25        | 1 126       | 78,19       |
| Blancs et nuls | Blancs et nuls              | Blancs et nuls | 46           | 3,93         | 62          | 5,51        |
| Exprimés       | Exprimés                    | Exprimés       | 1 124        | 96,07        | 1 064       | 94,49       |

### Canton de Luzech
| Candidats      | Candidats            | Étiquette      | Premier tour | Premier tour | Second tour | Second tour |
| Candidats      | Candidats            | Étiquette      | Voix         | %            | Voix        | %           |
| -------------- | -------------------- | -------------- | ------------ | ------------ | ----------- | ----------- |
|                | Henri Castagnede*    | PRG            | 1 174        | 33,11        | 1 487       | 41,64       |
|                | Jean-Claude Blanchou | PS             | 871          | 24,56        | 872         | 24,42       |
|                | Etienne de Monpezat  | DVD            | 863          | 24,34        | 1212        | 33,94       |
|                | Jean-Guy Duranceau   | Verts          | 261          | 7,36         |             |             |
|                | Jacqueline Carnet    | FN             | 201          | 5,67         |             |             |
|                | Bertrand le Dortz    | PCF            | 176          | 4,96         |             |             |
|                |                      |                |              |              |             |             |
| Inscrits       | Inscrits             | Inscrits       | 4 912        | 100,00       | 4 912       | 100,00      |
| Abstention     | Abstention           | Abstention     | 1 161        | 23,64        | 1 277       | 26,00       |
| Votants        | Votants              | Votants        | 3 751        | 76,36        | 3 635       | 74,00       |
| Blancs et nuls | Blancs et nuls       | Blancs et nuls | 205          | 5,47         | 64          | 1,76        |
| Exprimés       | Exprimés             | Exprimés       | 3 546        | 94,53        | 3 571       | 98,24       |

*sortant

### Canton de Martel
| Candidats      | Candidats               | Étiquette      | Premier tour | Premier tour |
| Candidats      | Candidats               | Étiquette      | Voix         | %            |
| -------------- | ----------------------- | -------------- | ------------ | ------------ |
|                | Jean-Claude Requier*    | PRG            | 1 508        | 52,58        |
|                | Lucienne Cavarroc       | DVD            | 544          | 18,97        |
|                | Nicole Rodier           | PCF            | 327          | 11,40        |
|                | Jean-Claude Nowodworsky | Verts          | 236          | 8,23         |
|                | Richard Pergay          | FN             | 149          | 5,20         |
|                | Emile Besson            | PS             | 104          | 3,63         |
|                |                         |                |              |              |
| Inscrits       | Inscrits                | Inscrits       | 3 903        | 100,00       |
| Abstention     | Abstention              | Abstention     | 851          | 21,80        |
| Votants        | Votants                 | Votants        | 3 052        | 78,20        |
| Blancs et nuls | Blancs et nuls          | Blancs et nuls | 184          | 6,03         |
| Exprimés       | Exprimés                | Exprimés       | 2 868        | 93,97        |

*sortant

### Canton de Payrac
| Candidats      | Candidats       | Étiquette      | Premier tour | Premier tour | Second tour | Second tour |
| Candidats      | Candidats       | Étiquette      | Voix         | %            | Voix        | %           |
| -------------- | --------------- | -------------- | ------------ | ------------ | ----------- | ----------- |
|                | Abel Mespoulet* | PRG            | 586          | 42,59        | 750         | 55,03       |
|                | Denis Jouen     | RPR            | 311          | 22,60        | 367         | 26,93       |
|                | Edmond Jouve    | PS             | 298          | 21,66        | 246         | 18,05       |
|                | René Gadesaud   | PCF            | 135          | 9,81         |             |             |
|                | Nicole Ruault   | FN             | 46           | 3,34         |             |             |
|                |                 |                |              |              |             |             |
| Inscrits       | Inscrits        | Inscrits       | 1 855        | 100,00       | 1 855       | 100,00      |
| Abstention     | Abstention      | Abstention     | 395          | 21,29        | 432         | 23,29       |
| Votants        | Votants         | Votants        | 1 460        | 78,71        | 1 423       | 76,71       |
| Blancs et nuls | Blancs et nuls  | Blancs et nuls | 84           | 5,75         | 60          | 4,22        |
| Exprimés       | Exprimés        | Exprimés       | 1 376        | 94,25        | 1 363       | 95,78       |

*sortant

### Canton de Saint-Germain-du-Bel-Air
| Candidats      | Candidats           | Étiquette      | Premier tour | Premier tour | Second tour | Second tour |
| Candidats      | Candidats           | Étiquette      | Voix         | %            | Voix        | %           |
| -------------- | ------------------- | -------------- | ------------ | ------------ | ----------- | ----------- |
|                | Danielle Deviers    | PS             | 463          | 32,72        | 779         | 53,39       |
|                | Jean-Luc Schmerber  | UDF            | 322          | 22,76        | 680         | 46,61       |
|                | Jacques Dalet       | RPR            | 230          | 16,25        | Retrait     | Retrait     |
|                | Danielle Constant   | PCF            | 136          | 9,61         |             |             |
|                | Jean-Michel Antic   | DVD            | 117          | 8,27         |             |             |
|                | Jean-Jacques Delmas | Verts          | 114          | 8,06         |             |             |
|                | Pierre Couderc      | DVD            | 33           | 2,33         |             |             |
|                |                     |                |              |              |             |             |
| Inscrits       | Inscrits            | Inscrits       | 1 898        | 100,00       | 1 898       | 100,00      |
| Abstention     | Abstention          | Abstention     | 393          | 20,71        | 358         | 18,86       |
| Votants        | Votants             | Votants        | 1 505        | 79,29        | 1 540       | 81,14       |
| Blancs et nuls | Blancs et nuls      | Blancs et nuls | 90           | 5,98         | 81          | 5,26        |
| Exprimés       | Exprimés            | Exprimés       | 1 415        | 94,02        | 1 459       | 94,74       |

### Canton de Saint-Géry
| Candidats      | Candidats                  | Étiquette      | Premier tour | Premier tour |
| Candidats      | Candidats                  | Étiquette      | Voix         | %            |
| -------------- | -------------------------- | -------------- | ------------ | ------------ |
|                | Michel Quèbre*             | PS             | 747          | 63,31        |
|                | Emma Brunet                | Verts          | 118          | 10,00        |
|                | Roland Mouysset            | UDF            | 179          | 15,17        |
|                | Marie-Christine de Lavedan | FN             | 83           | 7,03         |
|                | Serge Laybros              | PCF            | 53           | 4,49         |
|                |                            |                |              |              |
| Inscrits       | Inscrits                   | Inscrits       | 1 623        | 100,00       |
| Abstention     | Abstention                 | Abstention     | 375          | 23,11        |
| Votants        | Votants                    | Votants        | 1 248        | 76,89        |
| Blancs et nuls | Blancs et nuls             | Blancs et nuls | 68           | 5,45         |
| Exprimés       | Exprimés                   | Exprimés       | 1 180        | 94,55        |

*sortant

### Canton de Souillac
| Candidats      | Candidats         | Étiquette      | Premier tour | Premier tour | Second tour | Second tour |
| Candidats      | Candidats         | Étiquette      | Voix         | %            | Voix        | %           |
| -------------- | ----------------- | -------------- | ------------ | ------------ | ----------- | ----------- |
|                | Alain Chastagnol* | RPR            | 1 969        | 48,31        | 2 289       | 58,01       |
|                | Jacques Chambily  | PS             | 1 120        | 27,48        | 1 657       | 41,99       |
|                | Philippe Mouraud  | Verts          | 479          | 11,75        |             |             |
|                | Roger Bernadac    | PCF            | 321          | 7,88         |             |             |
|                | Yves Carnet       | FN             | 153          | 3,75         |             |             |
|                | Jean-Pierre Aubel | UDF            | 34           | 0,83         |             |             |
|                |                   |                |              |              |             |             |
| Inscrits       | Inscrits          | Inscrits       | 5 389        | 100,00       | 5 388       | 100,00      |
| Abstention     | Abstention        | Abstention     | 1 091        | 20,24        | 1 226       | 22,75       |
| Votants        | Votants           | Votants        | 4 298        | 79,76        | 4 162       | 77,25       |
| Blancs et nuls | Blancs et nuls    | Blancs et nuls | 222          | 5,17         | 216         | 5,19        |
| Exprimés       | Exprimés          | Exprimés       | 4 076        | 94,83        | 3 946       | 94,81       |

*sortant

### Canton de Sousceyrac
| Candidats      | Candidats      | Étiquette      | Premier tour | Premier tour |
| Candidats      | Candidats      | Étiquette      | Voix         | %            |
| -------------- | -------------- | -------------- | ------------ | ------------ |
|                | Jacques Dumas* | RPR            | 688          | 61,05        |
|                | Yves Borredon  | PRG            | 351          | 31,14        |
|                | Guy Chabosseau | Verts          | 47           | 4,17         |
|                | Claude Nastorg | PCF            | 41           | 3,64         |
|                |                |                |              |              |
| Inscrits       | Inscrits       | Inscrits       | 1 451        | 100,00       |
| Abstention     | Abstention     | Abstention     | 245          | 16,88        |
| Votants        | Votants        | Votants        | 1 206        | 83,12        |
| Blancs et nuls | Blancs et nuls | Blancs et nuls | 79           | 6,55         |
| Exprimés       | Exprimés       | Exprimés       | 1 127        | 93,45        |

*sortant